# Oberster Sowjet (Transnistrien)
Der Oberste Sowjet (Moldauisch: Советул Супрем ал Републичий Молдовенешть Нистрене bzw. Sovietul Suprem al Republicii Moldovenești Nistrene, russisch: Верховный Совет Приднестровской Молдавской Республики Werchowny Sowet Pridnestrowskoi Moldawskoi Respubliki, ukrainisch: Верховна Рада Придністровської Молдавської Республіки Berchowna Rada Prydnistrowskoji Moldawskoji Respubliky) ist das Parlament des international nicht anerkannten Staates Transnistrien.

## Geschichte
Mit der Auflösung der Sowjetunion kam es 1990 in der Moldau zum Konflikt zwischen dem rumänisch sprechenden Teil der Moldauer, deren Vertreter das Land mit Rumänien vereinigen wollten, und ethnischen Minderheiten. Auf dem östlichen Uferstreifen des Dnister wurde unabhängig von der Zentralmacht in Chișinău ein eigenes Staatswesen mit der Bezeichnung Transnistrische Moldauische Sozialistische Sowjetrepublik (kurz PMSSR) errichtet. Aus dieser ging das heutige Transnistrien hervor, das sich seit August 1991 offiziell Transnistrische Moldauische Republik bzw. russisch PMR / Pridnestrowskaja Moldawskaja Respublika nennt. Igor Smirnow wurde am 2. September 1990 zum ersten Vorsitzenden des provisorischen Obersten Sowjets Transnistriens erklärt. Mit der Verfassungsänderung von 2009 wurde er ein Einkammerparlament mit 43 Mitgliedern, die in direkter Wahl bestimmt werden. 2020 wurde die Zahl der Mitglieder auf 33 reduziert.
Mit der Wahl am 29. November 2020 verteidigte die regierende Partei „Erneuerung“ (Russisch: Obnovlenie) ihre deutliche Parlamentsmehrheit, indem sie 29 der 33 Sitze im Obersten Sowjet gewann. Die verbleibenden Sitze gingen an unabhängige Kandidaten, denen, wie auch „Erneuerung“, eine Nähe zum transnistrischen Sheriff-Konzern nachgesagt wird.

## Vorsitzende
- Igor Smirnow (September – November 1990)
- Wladimir Gonchar (November 1990 – Januar 1991; amtierend)
- Grigore Mărăcuţă (5. November 1991 – 21. Dezember 2005)[3]
- Jewgeni Schewtschuk (2005 – 2009)
- Anatoli Kaminski (2009 – 2012)
- Michail Burla (13. Juni 2012 – 23. Dezember 2015)
- Wadim Krasnoselski (23. Dezember 2015 – 14. Dezember 2016)
- Alexander Schtscherba (14. Dezember 2016 – 6. Februar 2019)
- Aleksander Korshunov (6. Februar 2019 – heute)